# Мария Комнина Дукина
Мария Комнина Дукина (на гръцки: Μαρία Κομνηνή Δούκαινα) е епирска принцеса и графиня на Кефалония и Закинтос – съпруга на кефалонийския граф Джовани I Орсини.

## Биография
Мария е единственото дете на епирския деспот Никифор I Комнин Дука от първата му съпруга Мария Ласкарина Ватацина, дъщеря на никейския император Теодор II Ласкарис.
През 1283/1284 г. са направени уговорки за брак между една от дъщерите на Никифор, Мария или по-малката ѝ полусестра Тамар, и техния братовчед Михаил Комнин, най-големия син на тесалийския управител Йоан I Дука, но годеникът е заловен от византийците на път към Епир, след което е отведен в Константинопол, където умира в плен.
През 1291 г. Епир е нападнат от византийците заради съюза, сключен от Никифор с неаполитанския крал Шарл II Анжуйски. Никифор се обръща за помощ към латинските васали на Шарл, но в замяна е принуден да изпрати Мария за заложница на Рикардо II Орсини, граф на Кефалония и Закинтос. Година по-късно Рикардо II омъжва Мария за сина си Джовани, без да е поискал съгласието на Никифор, който се обижда, но прощава на Рикардо едва през 1295 г., когато кефалонийският граф се съгласява Мария и Джовани да живеят в Епир. Мария напуска Епир през 1303/1304 г., когато свекър ѝ е убит и съпругът ѝ става новият граф на Кефалония.
Мария Дукина починала на неизвестна дата.

## Деца
Мария Дукина и Джовани I Орсини имат трима сина и една дъщеря:
- Николо Орсини (1295 – 1323), граф на Кефалония и Закинтос и деспот на Епир, убит и от брат си Джовани;[7]
- Джовани I (II) Орсини (починал през 1335 г.), убиец и наследник на по-големия си брат;[1]
- Гуидо Орсини (починал през 1335), конетабъл на Ахейското княжество;
- Маргарита Орсини (починала през 1339 г.), господарка на половин Закинтос, се омъжила за Гулиелмо Токо.

## Цитирана литература
- ((fr)) Bon, Antoine (1969). La Morée franque. Recherches historiques, topographiques et archéologiques sur la principauté d'Achaïe. Paris: Boccard, OCLC 869621129
- Fine, John V. A. Jr. (1994). The Late Medieval Balkans: A Critical Survey from the Late Twelfth Century to the Ottoman Conquest. Ann Arbor, Michigan: University of Michigan Press, ISBN 978-0-472-10079-8, OCLC 749133662, https://books.google.com/books?id=LvVbRrH1QBgC
- Nicol, Donald MacGillivray (2010). The despotate of Epiros, 1267 - 1479: a contribution to the history of Greece in the middle ages, Paperback re-issue (Digitally print. version). Cambridge: Cambridge Univ. Press, ISBN 978-0-521-13089-9
- ((en)) Polemis, Demetrios I. (1968). The Doukai: A Contribution to Byzantine Prosopography. London: The Athlone Press, OCLC 299868377, https://books.google.com/books?id=Sx5dAAAAIAAJ
- ((de)) Trapp, Erich; Beyer, Hans-Veit; Walther, Rainer et al. (1976–1996). Prosopographisches Lexikon der Palaiologenzeit. Wien: Verlag der Österreichischen Akademie der Wissenschaften, ISBN 3-7001-3003-1

|  | Тази страница частично или изцяло представлява превод на страницата Maria Komnene Doukaina в Уикипедия на английски. Оригиналният текст, както и този превод, са защитени от Лиценза „Криейтив Комънс – Признание – Споделяне на споделеното“, а за съдържание, създадено преди юни 2009 година – от Лиценза за свободна документация на ГНУ. Прегледайте историята на редакциите на оригиналната страница, както и на преводната страница, за да видите списъка на съавторите. ВАЖНО: Този шаблон се отнася единствено до авторските права върху съдържанието на статията. Добавянето му не отменя изискването да се посочват конкретни източници на твърденията, които да бъдат благонадеждни. |